# Biserica de lemn din Piscuri

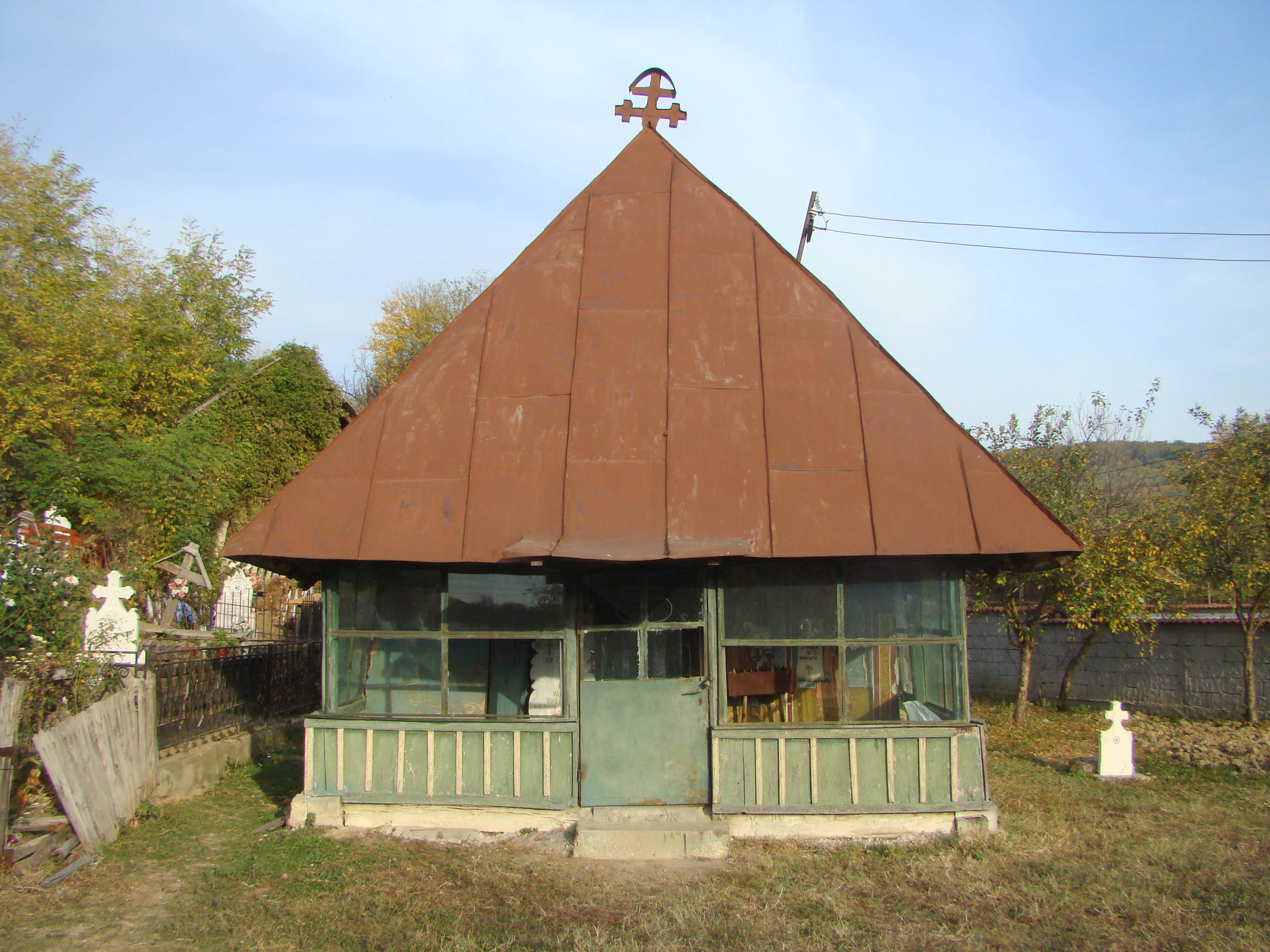
Biserica de lemn „Cuvioasa Paraschiva” din satul Piscuri, comuna Plopșoru, județul Gorj, foto: octombrie 2018.

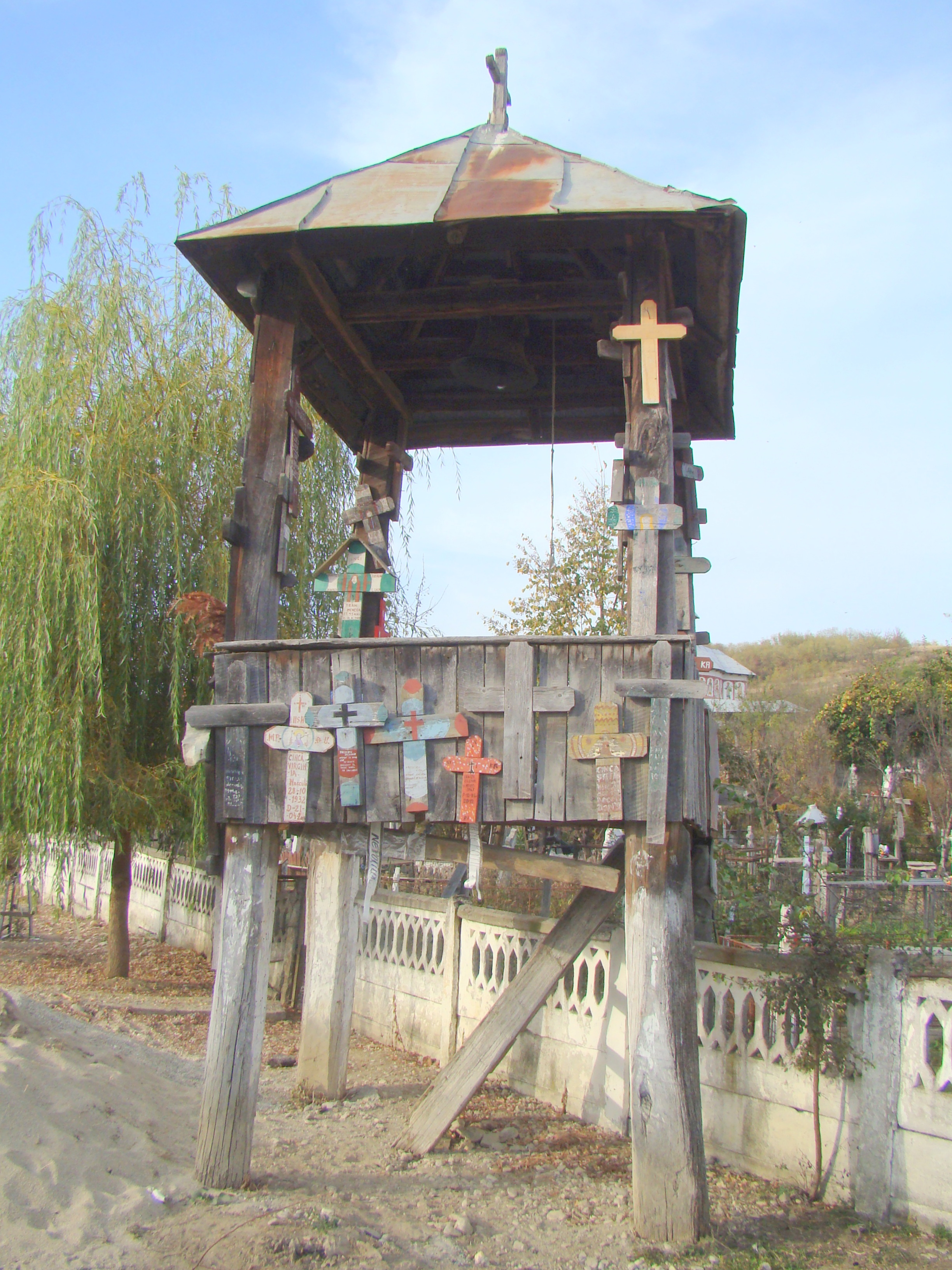
Clopotnița-troiță

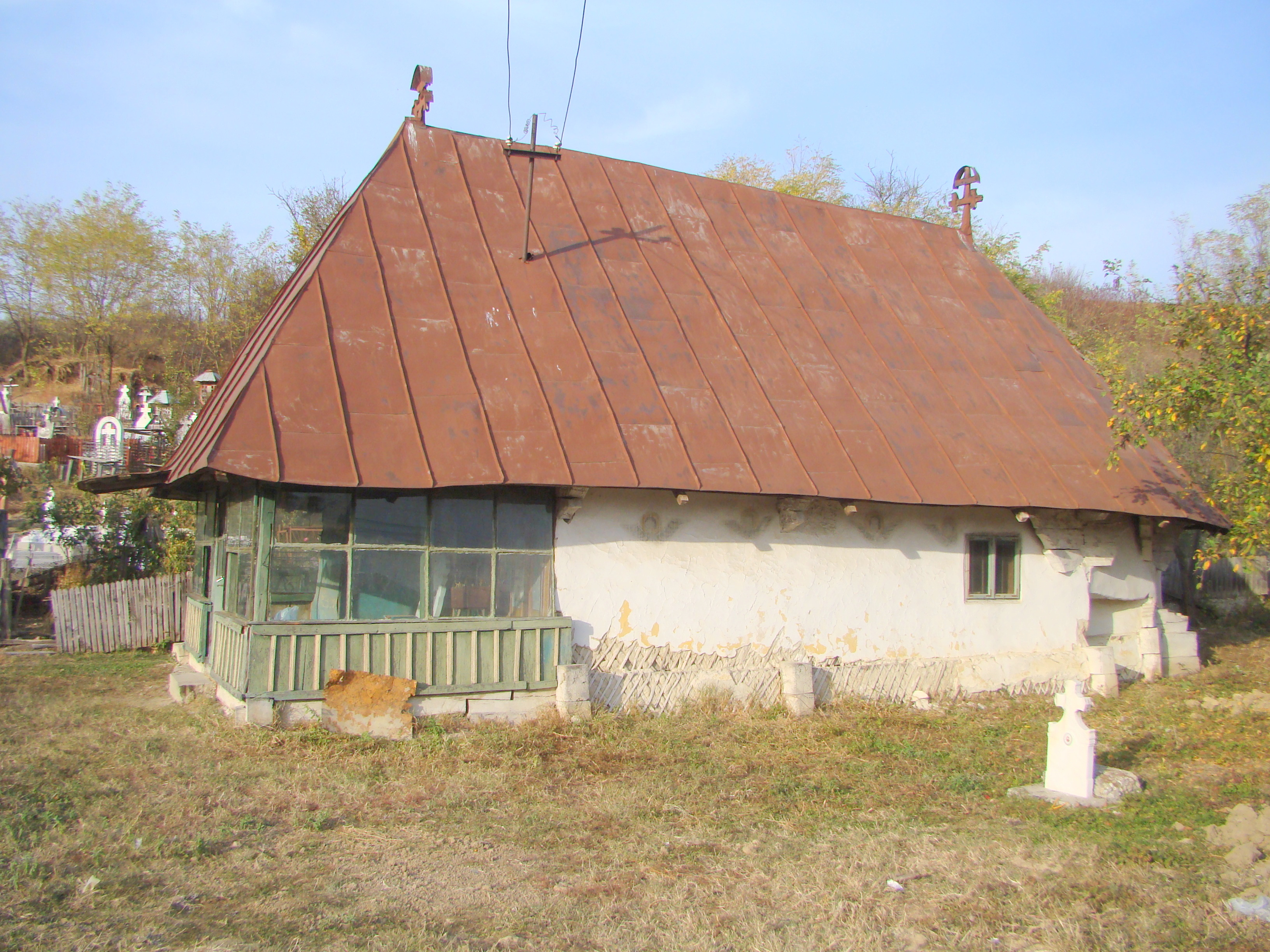
Biserica (sud)

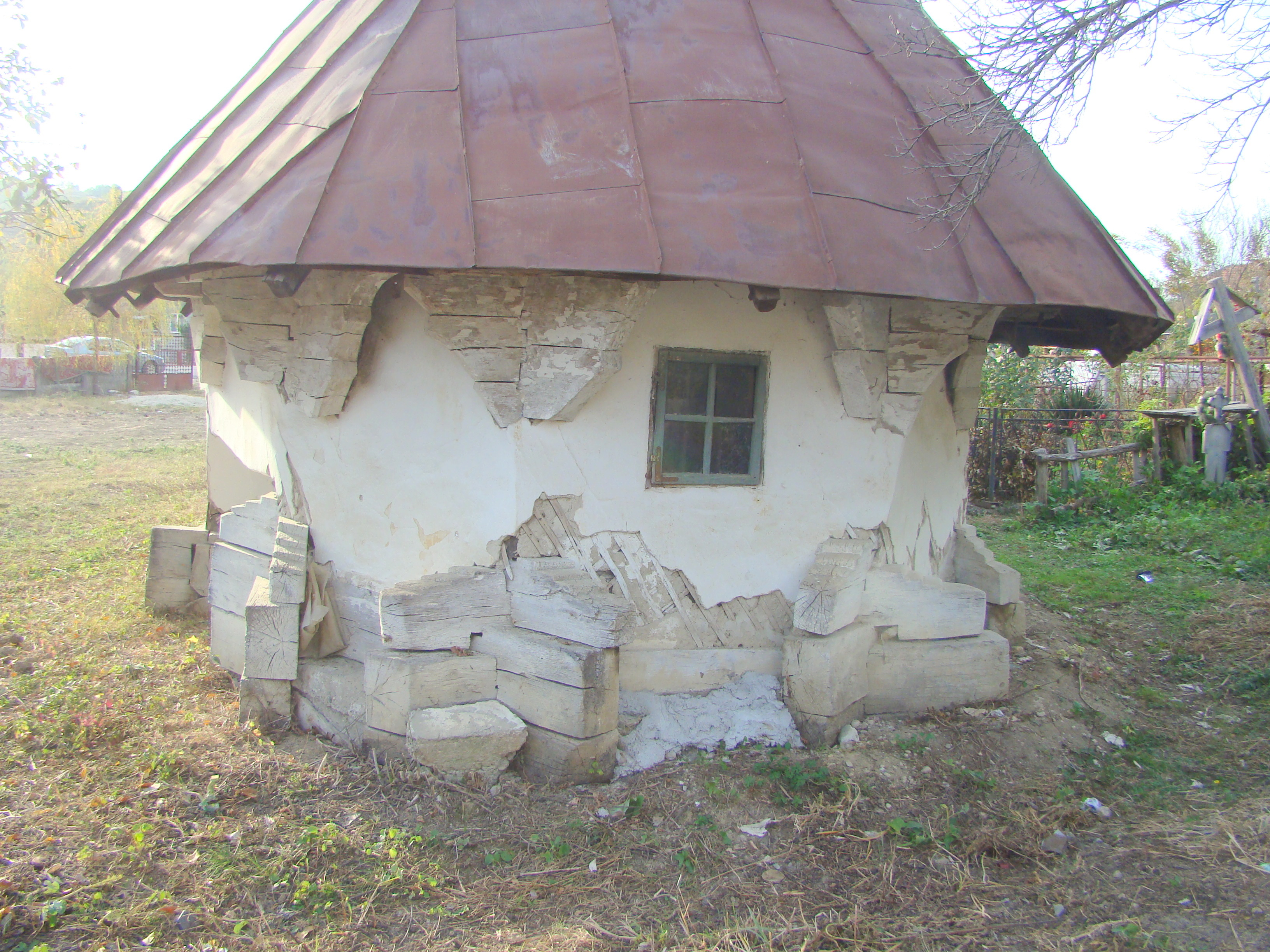
Absida altarului

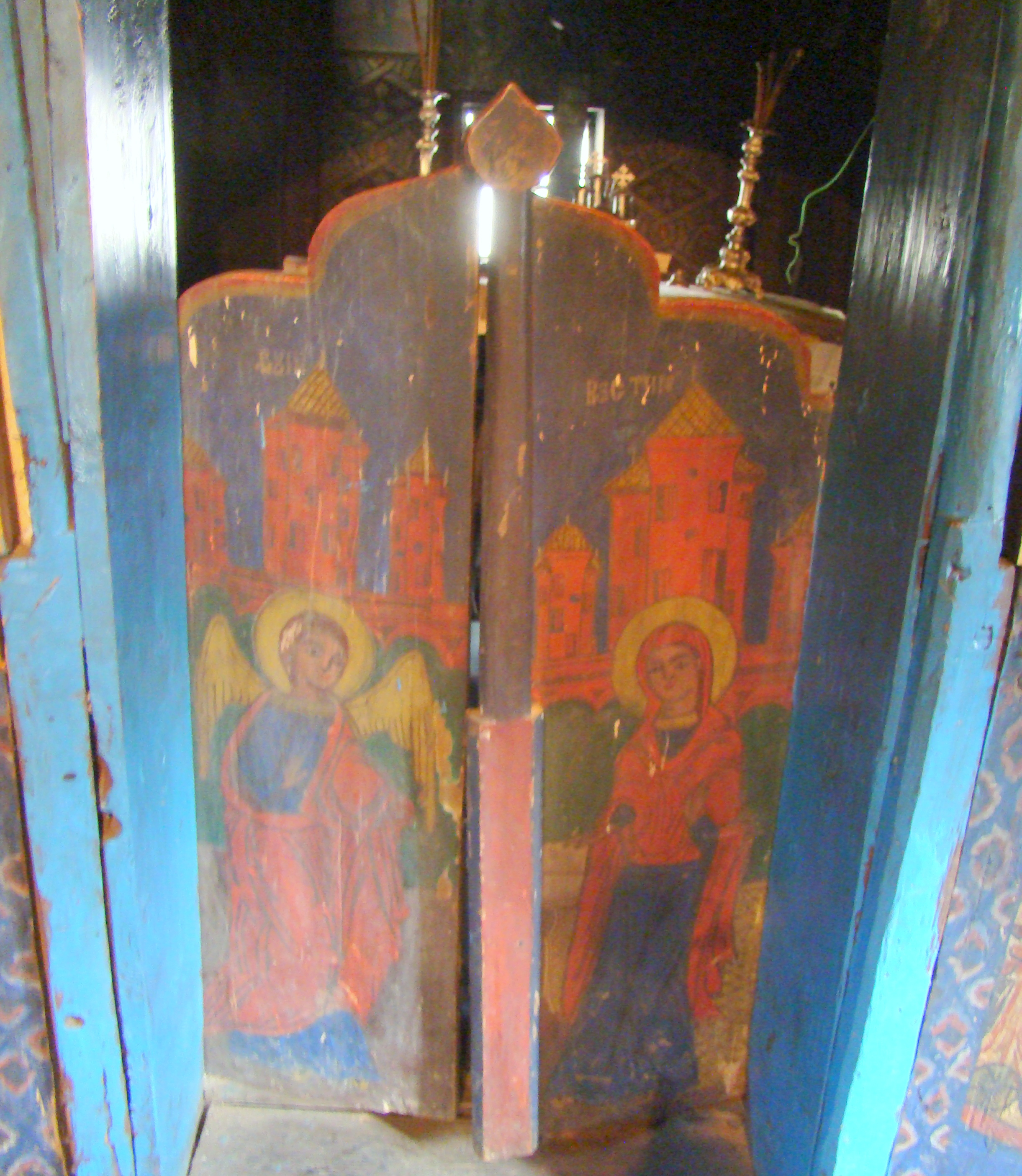
Ușile împărătești: Buna Vestire

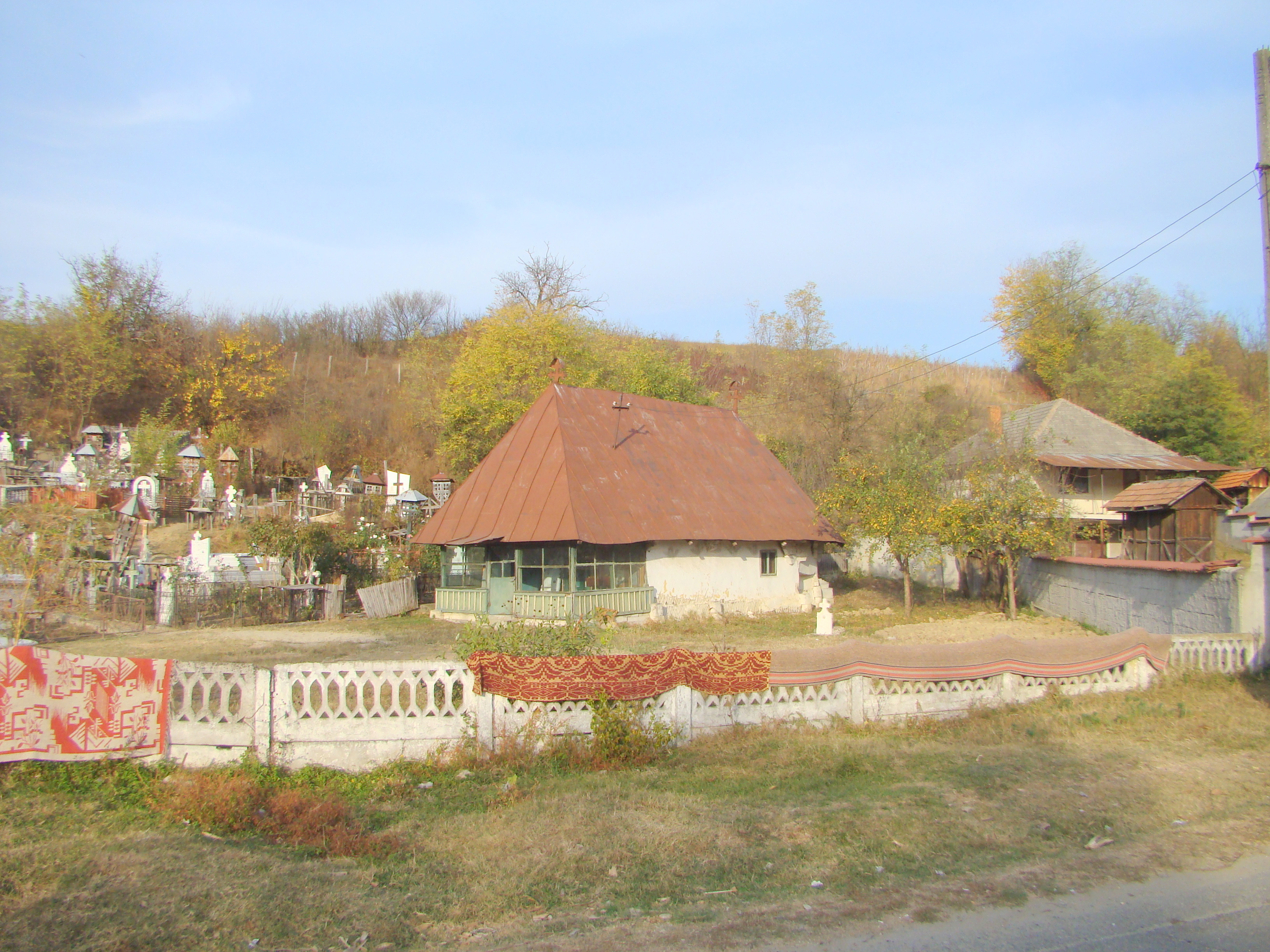
Biserica văzută din drum

Biserica de lemn din satul Piscuri, comuna Plopșoru, județul Gorj, a fost ridicată, pe actualul amplasament, în anul 1877. Are hramul „Cuvioasa Paraschiva”.

## Istoric și trăsături
Biserica de lemn cu hramul „Cuvioasa Paraschiva” a fost ridicată pe actualul amplasament în anul 1877, fiind strămutată din altă localitate (conform spuselor preotului). Trăsăturile formale și sistemul constructiv confirmă afirmația și vechimea mai mare a bisericii.
Pisania aflată deasupra intrării glăsuiește: „Această sfântă și dumnezeiască biserică, cu voia lui Dumnezeu și tot ajutorul lor lăcuitori. Această sfântă biserică s-a ridicat din temelie de fiii ei. Titorii, Mihai Fratoștițeanu, Gheorghe Piscureanu, Ion Piscureanu, în zilele Prea Osfinției sale Partenie Episcop al Eparhiei Râmnicu Noului Severin D.D.Atanasie. 1877 oct.14” . 
Pereții înscriu o navă dreptunghiulară, de mici dimensiuni, cu altarul nedecroșat, poligonal, cu cinci laturi. Acoperișul unitar, neîntrerupt de clopotniță, este învelit în tablă. Clopotnița-troiță, separată, pe stâlpi, acoperită tot cu tablă, este amplasată la sud-vest de biserică, lângă gardul cimitirului. 
Pe latura vestică a fost adosat un pridvor, închis în prezent cu sticlă. O altă intrare mai există pe latura de nord.
Pereții bisericii, tencuiți atât la exterior, cât și la interior, au fost repictați în anul 1977, în timpul păstoririi preotului Nicolae Firulescu.

## Imagini din exterior

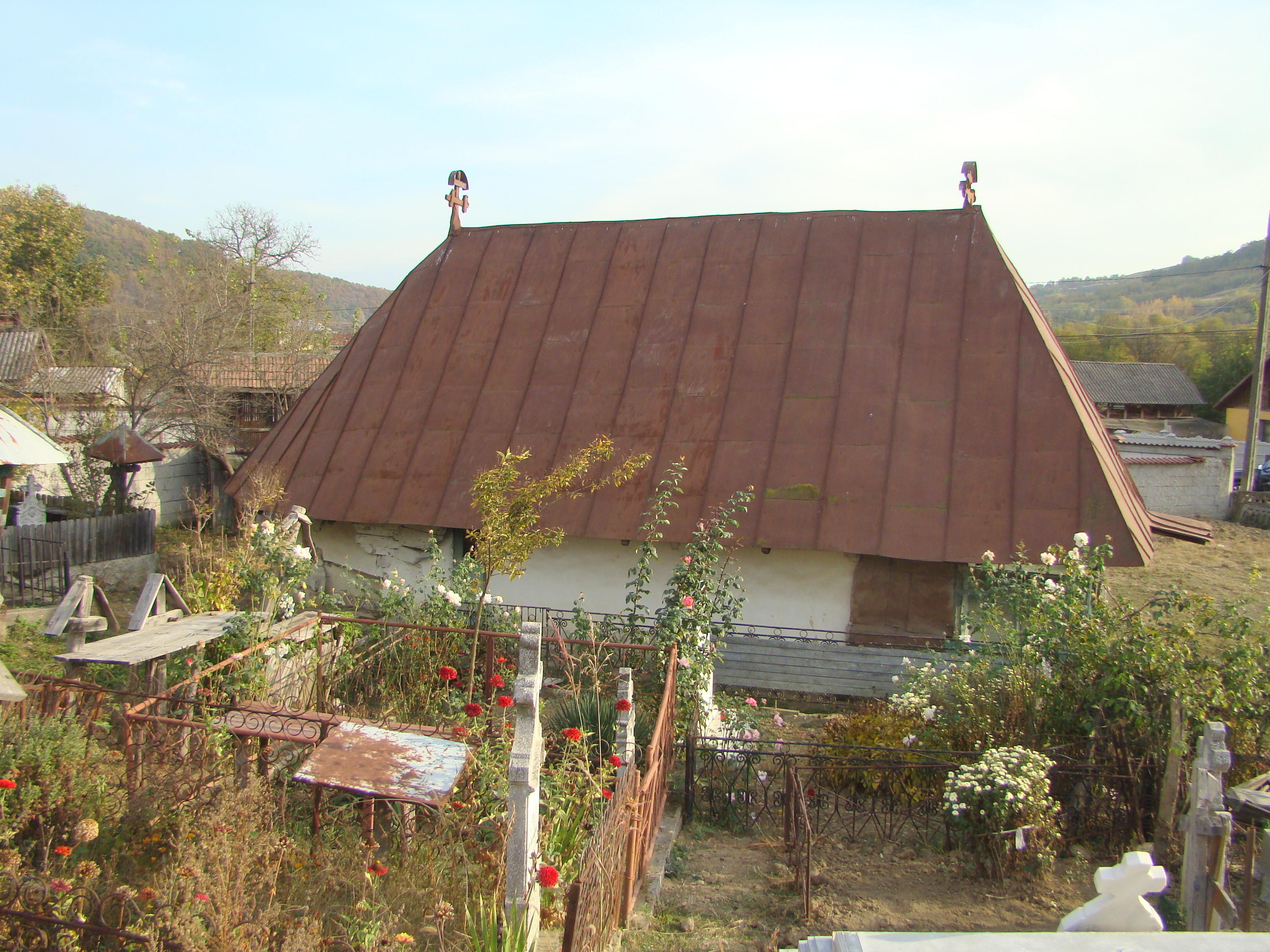
Biserica (nord)
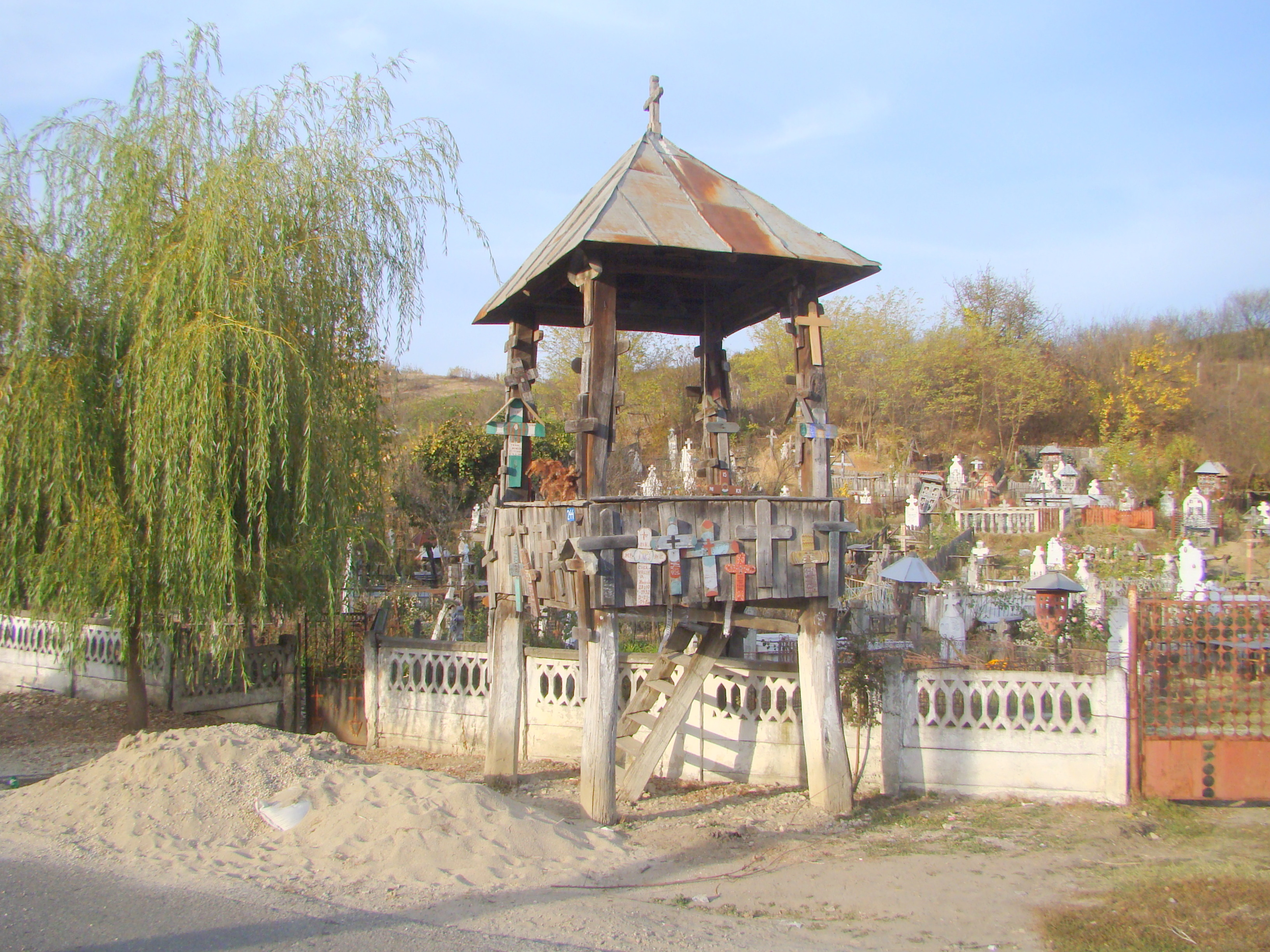
Clopotnița-troiță
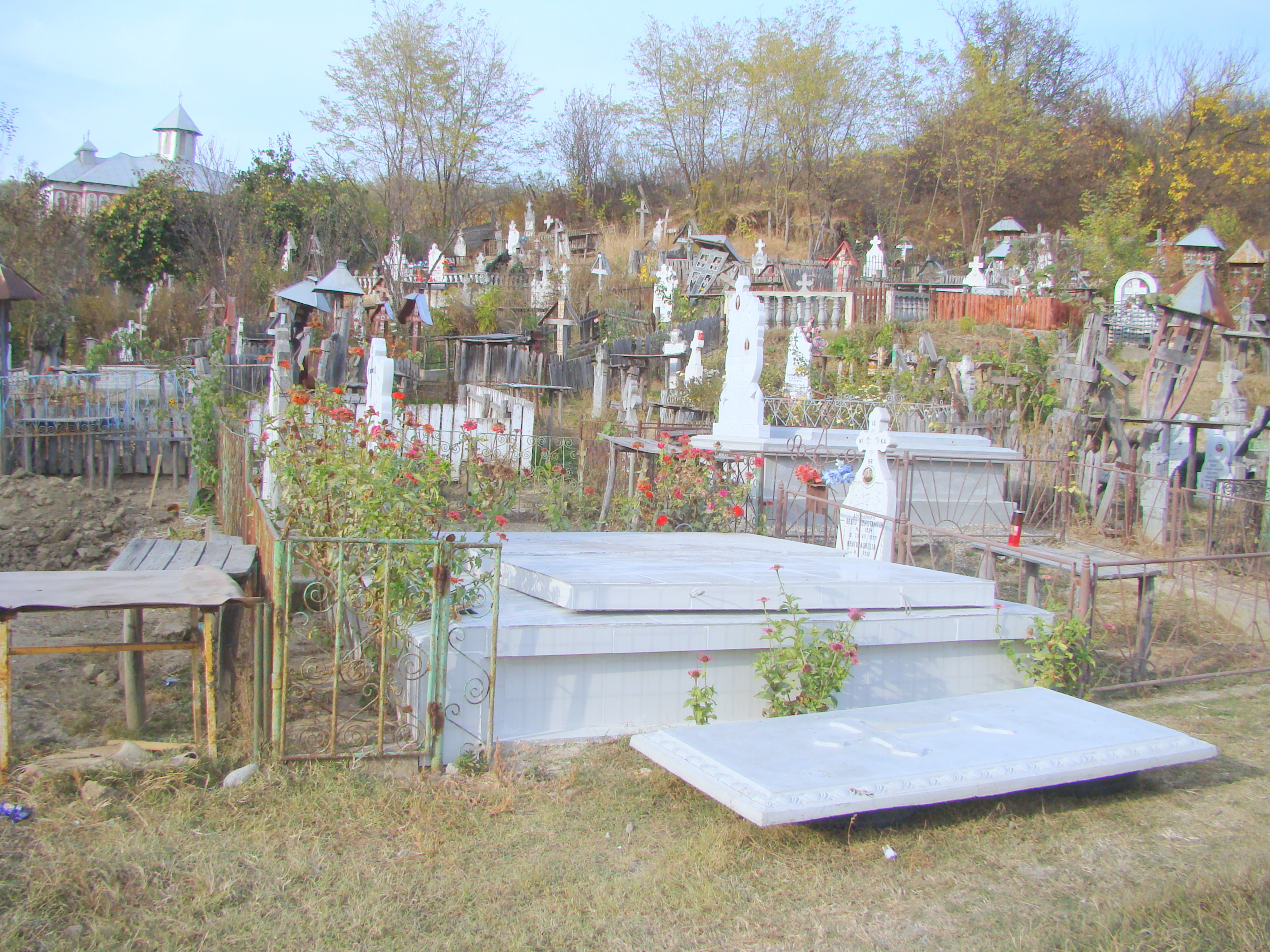
Cimitirul
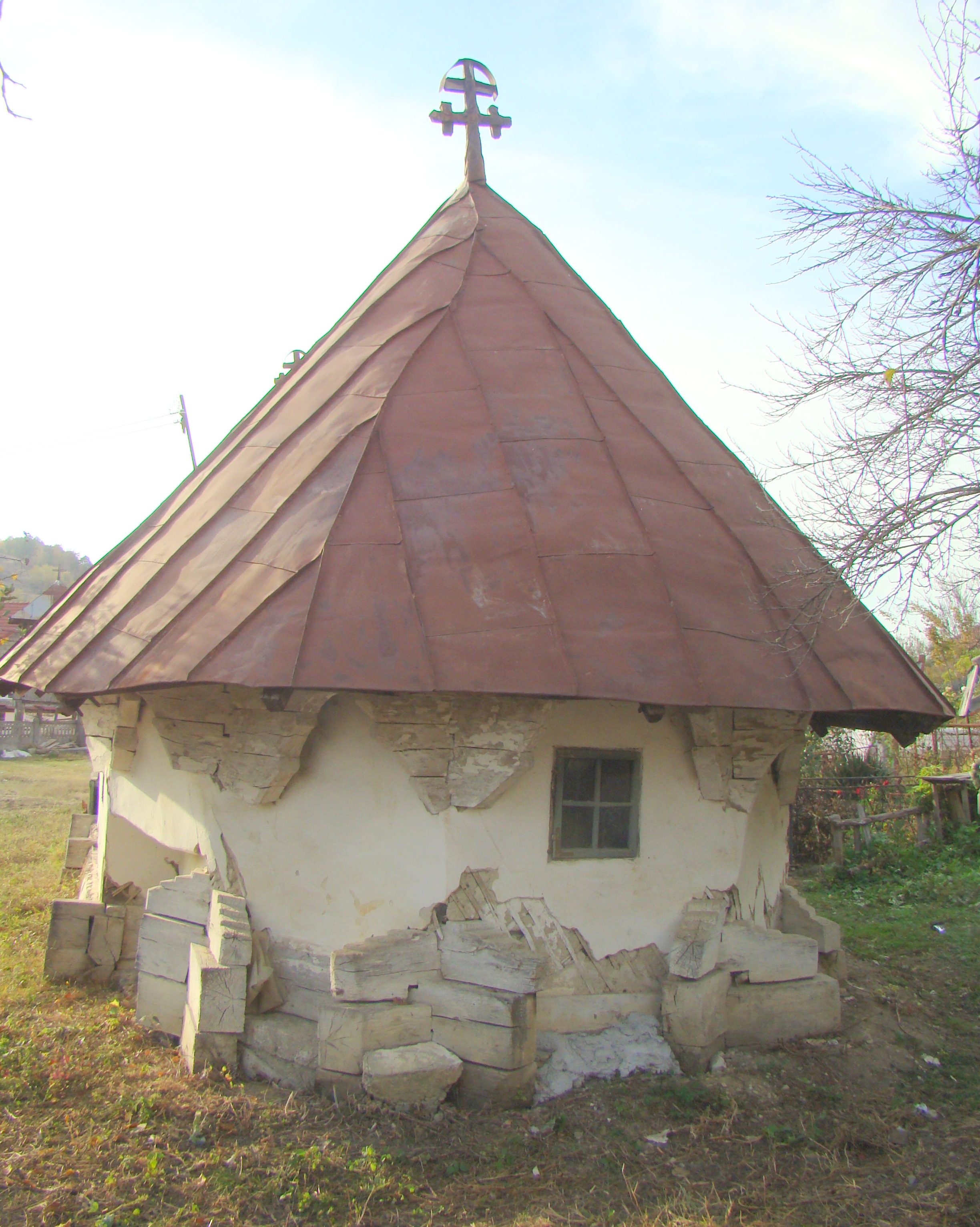
Biserica (est)
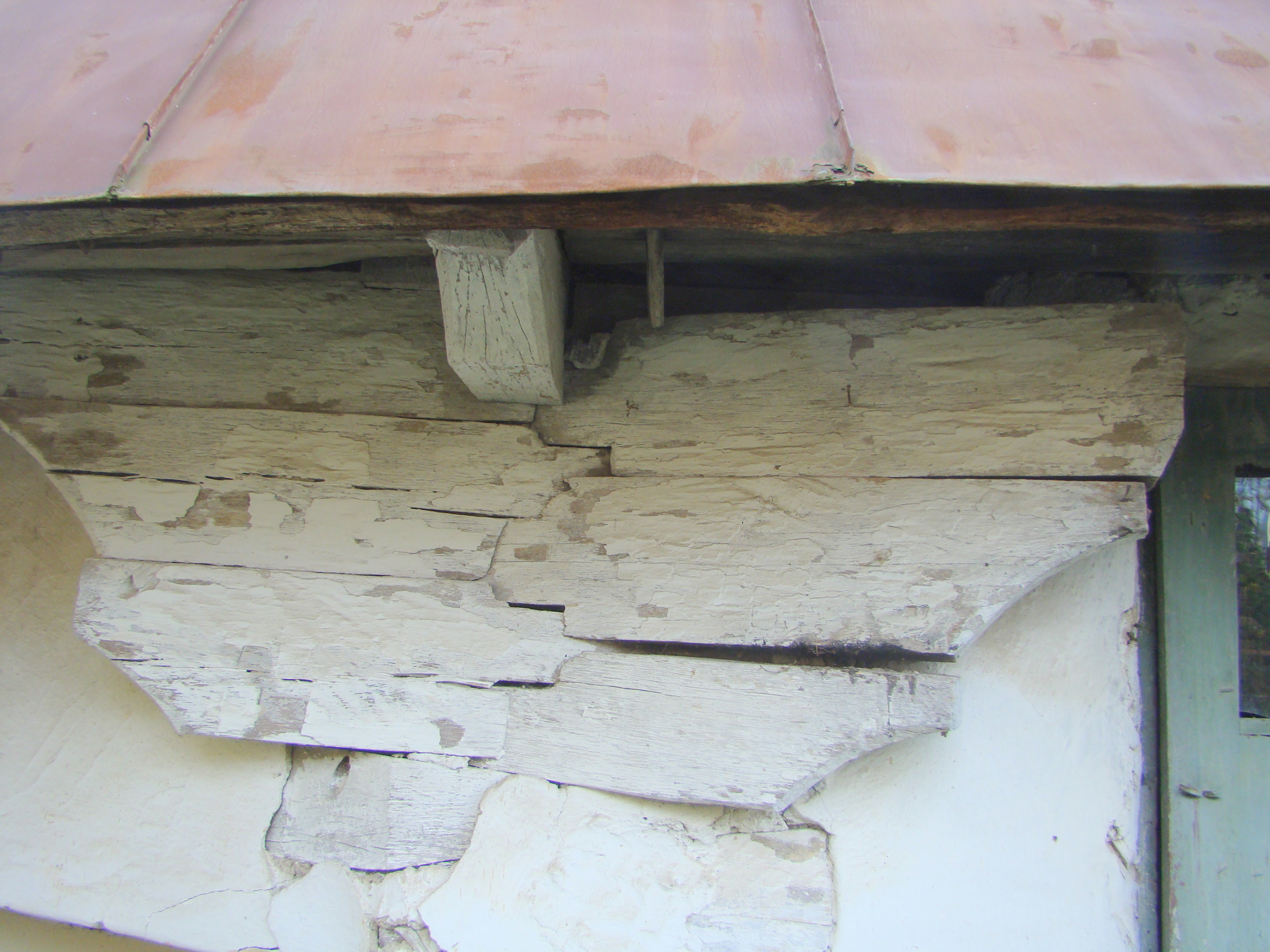
Console
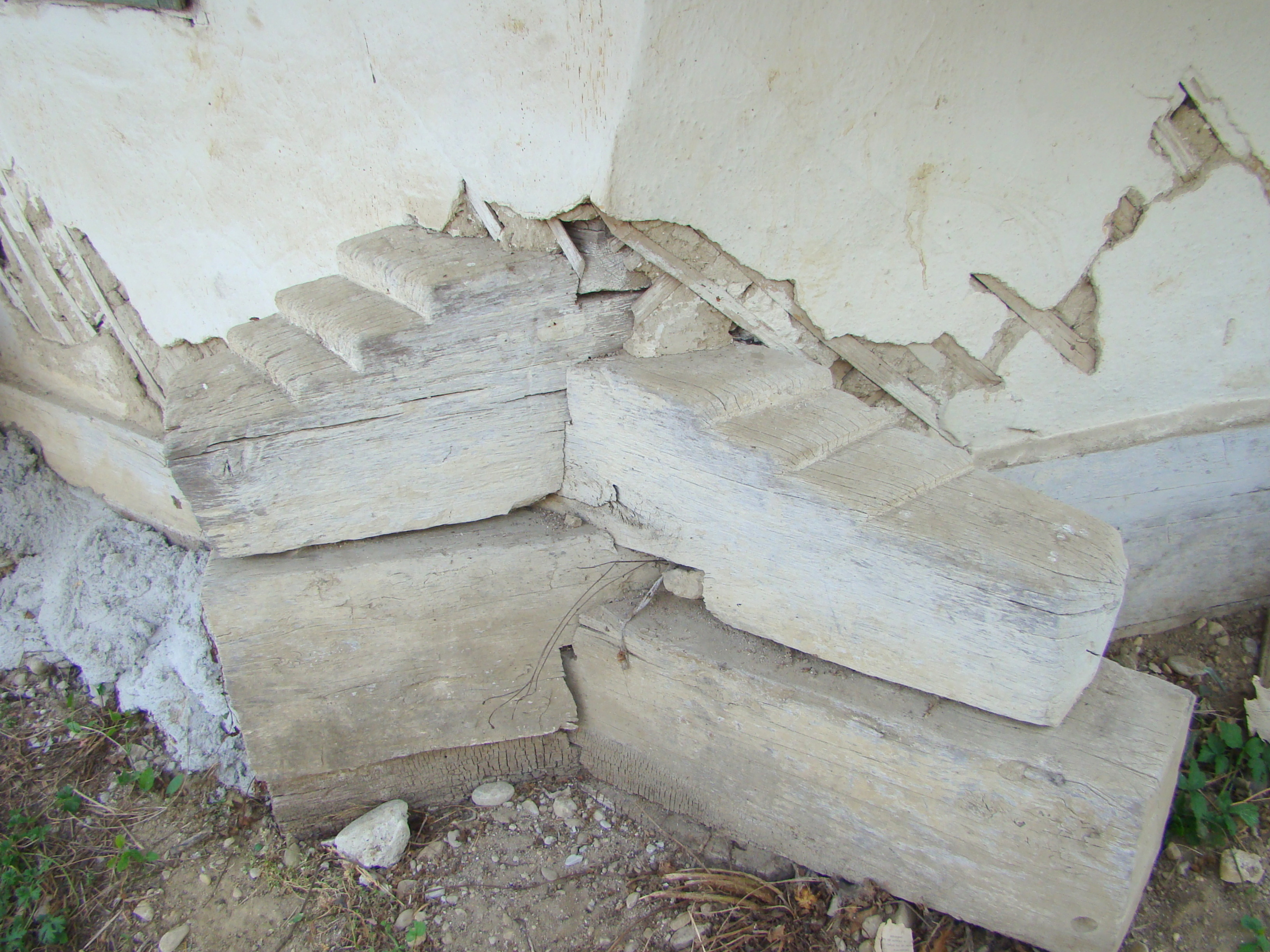
Îmbinări
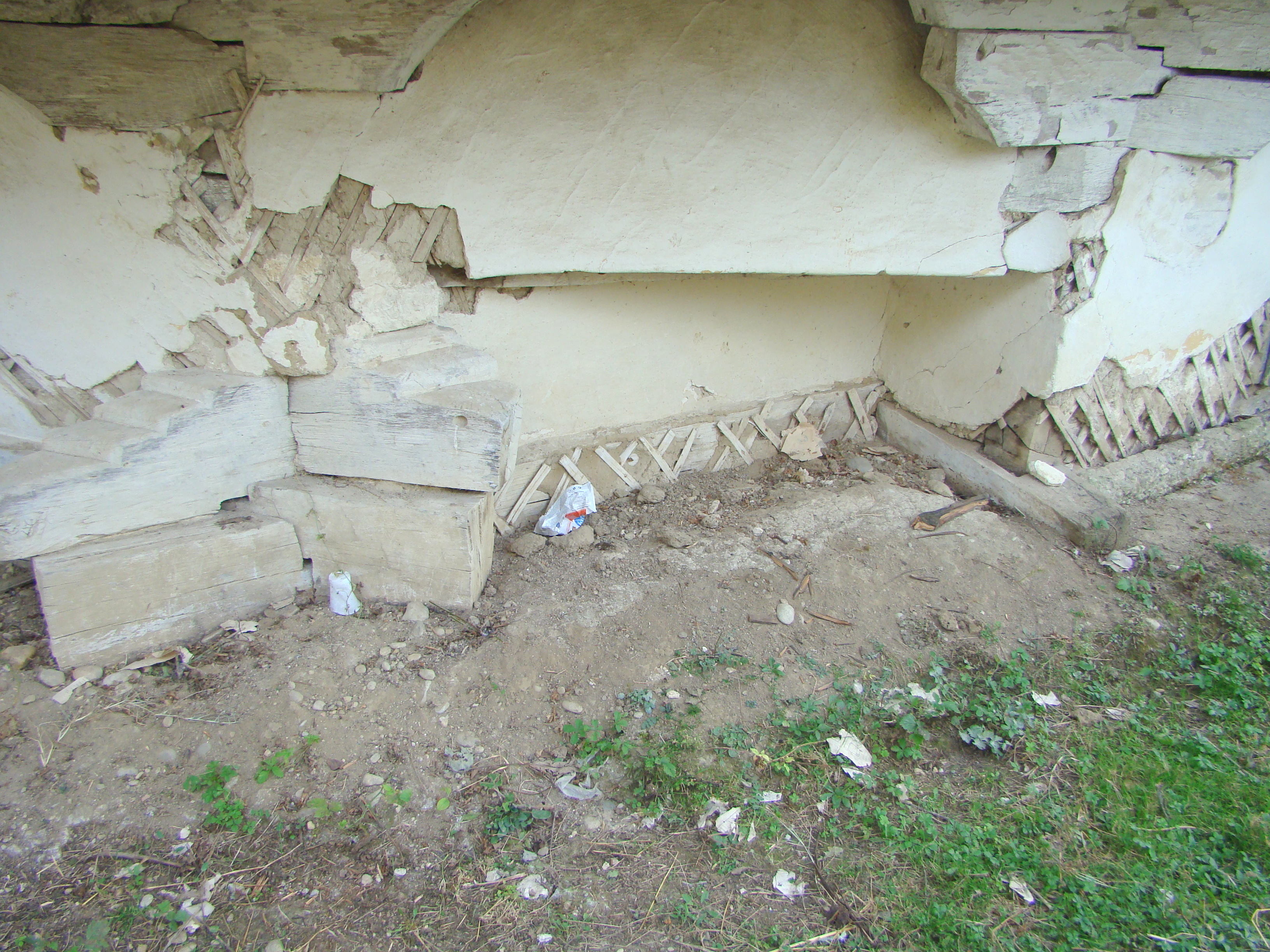
Altarul (latura de nord), retras doar în registrul de jos
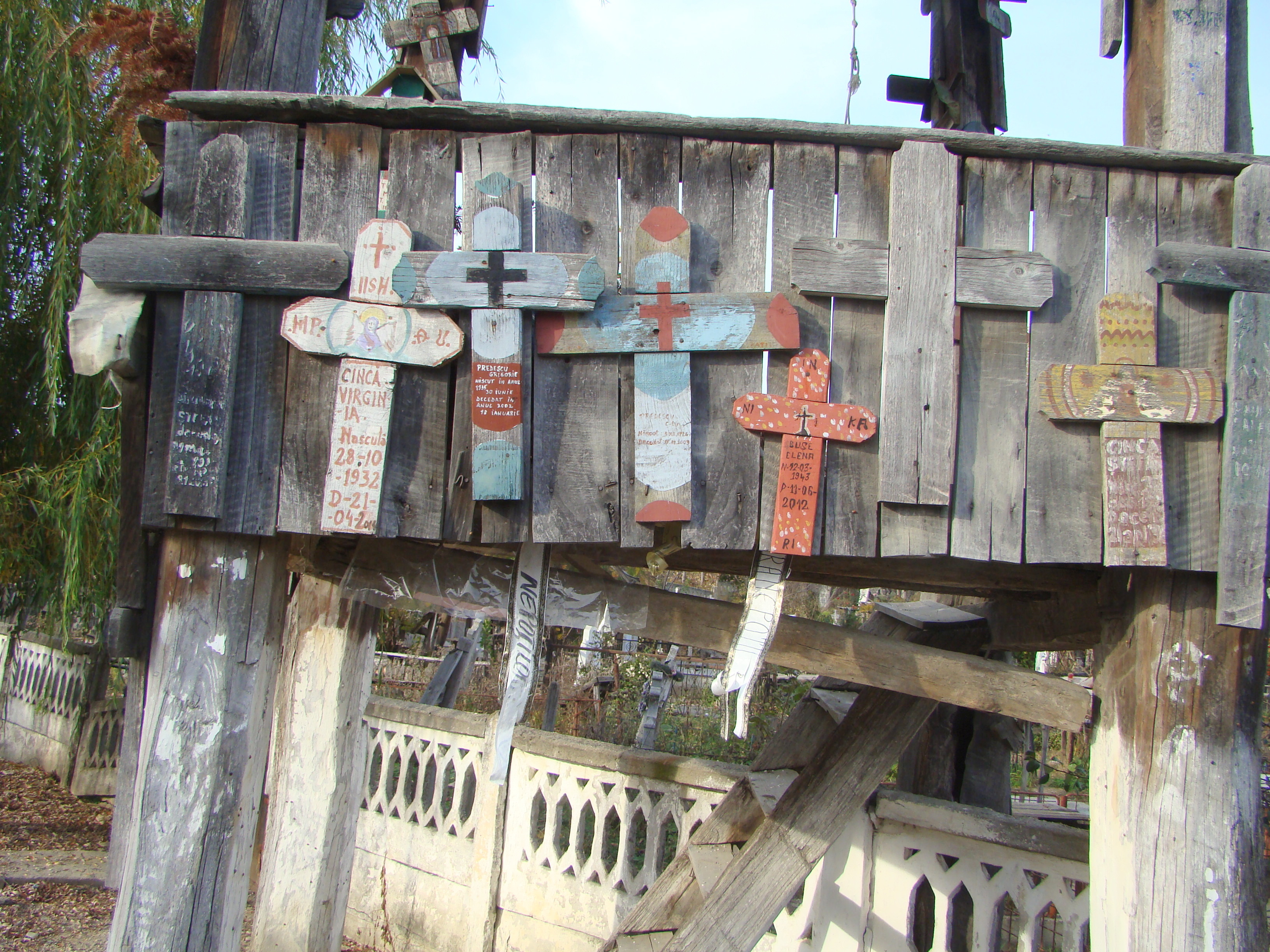
Clopotnița-troiță (detaliu)

## Imagini din interior

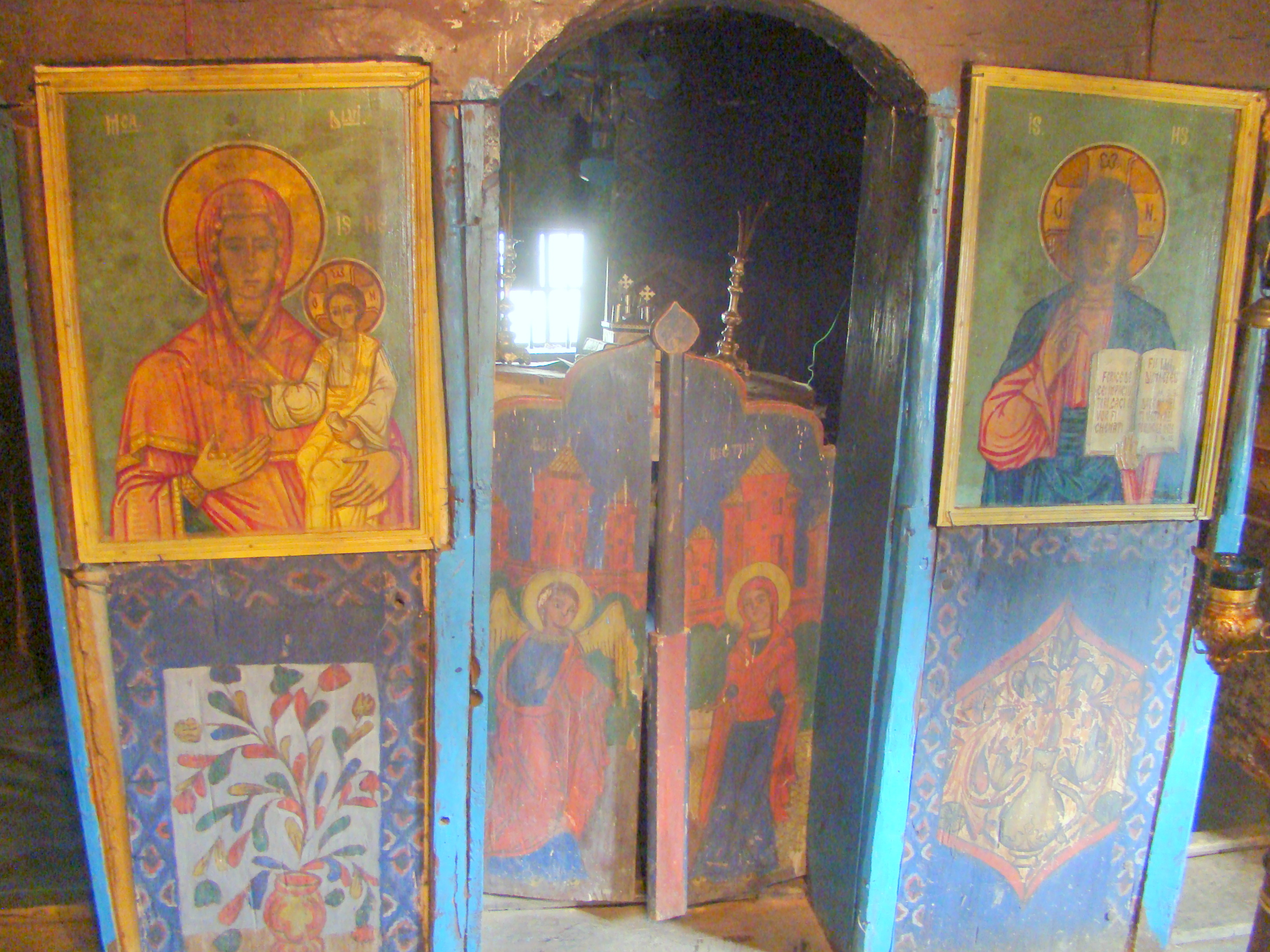
Uși și icoane împărătești
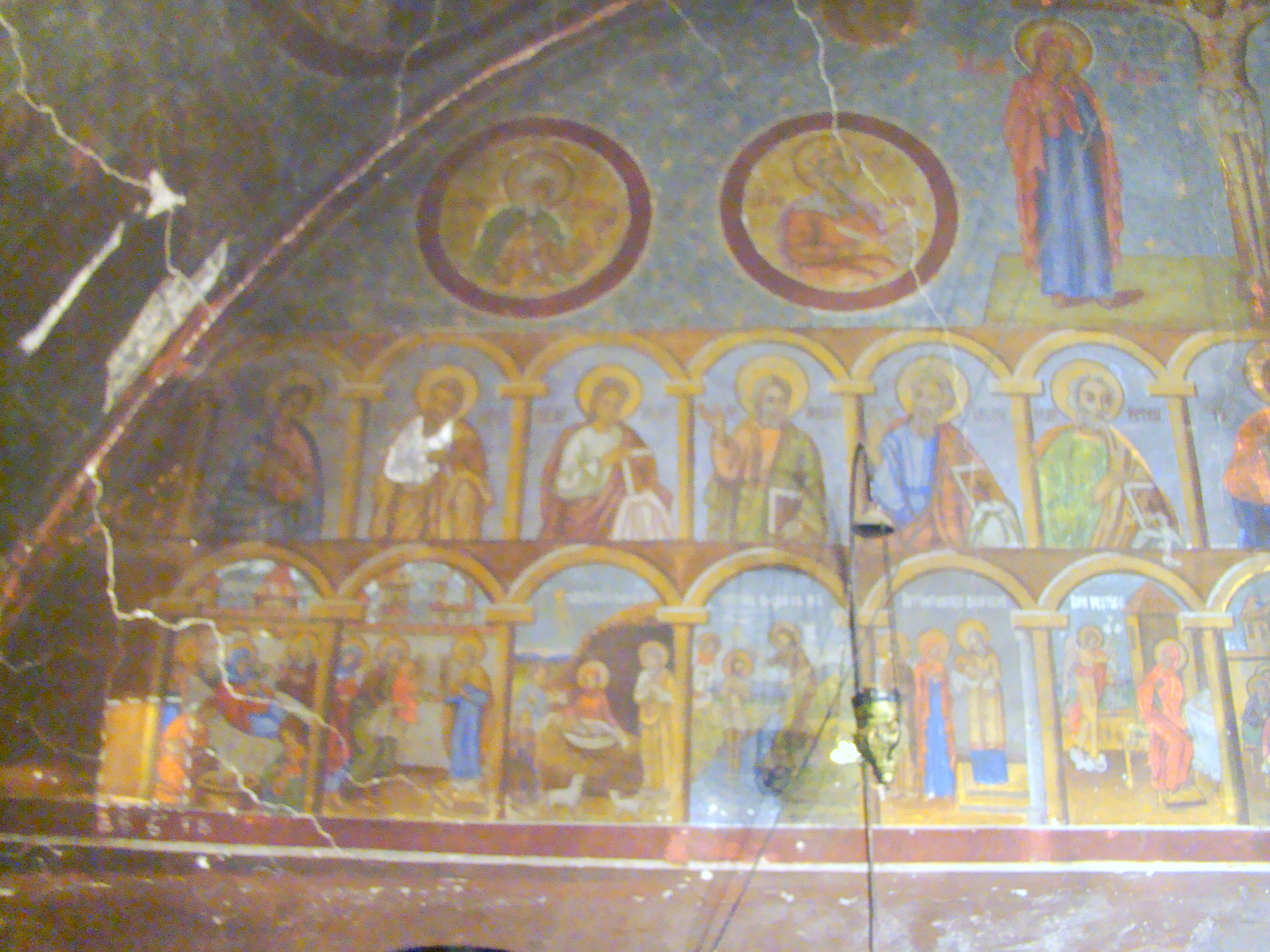
Tâmpla (partea stângă)
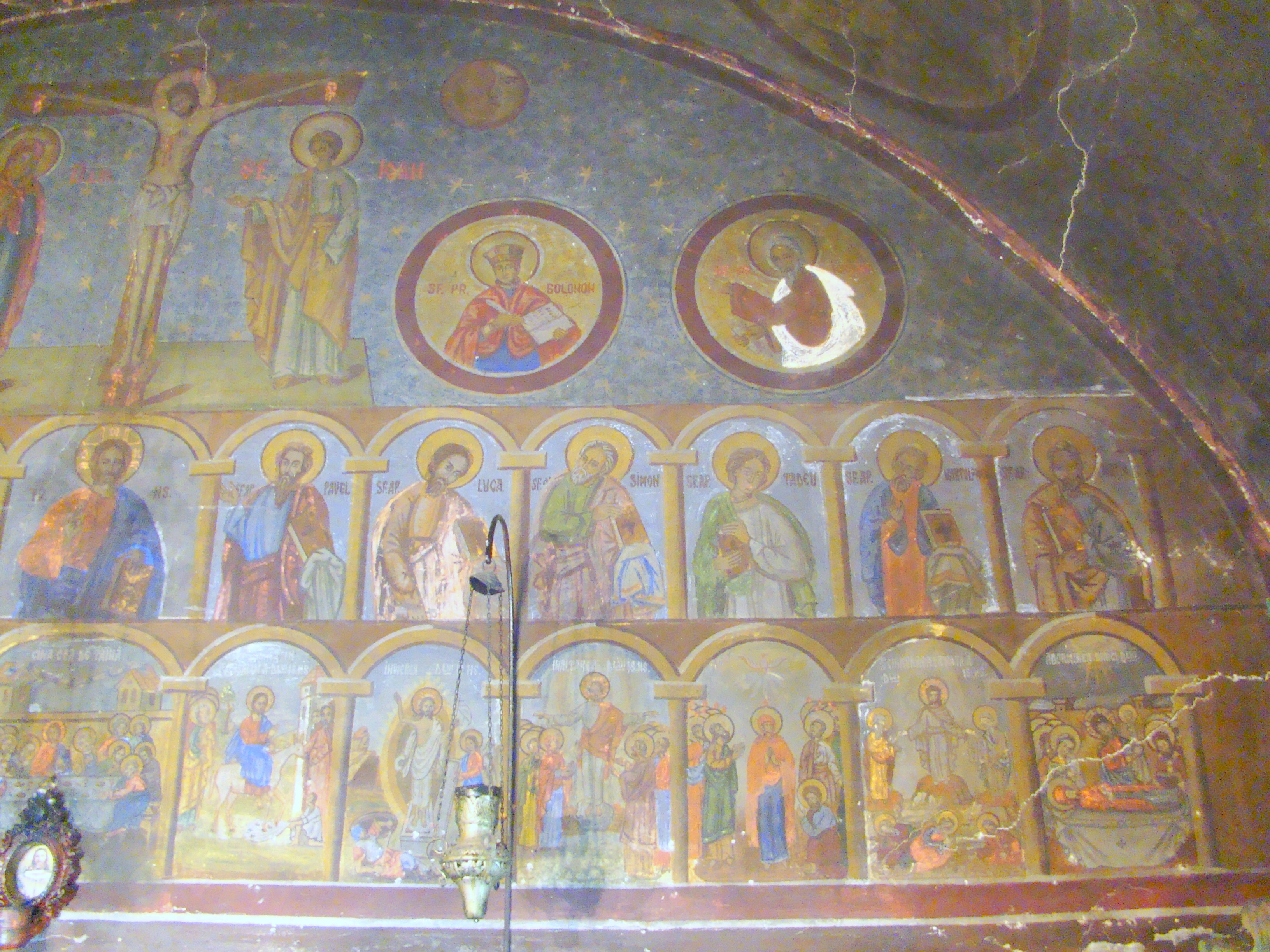
Tâmpla (partea dreaptă)
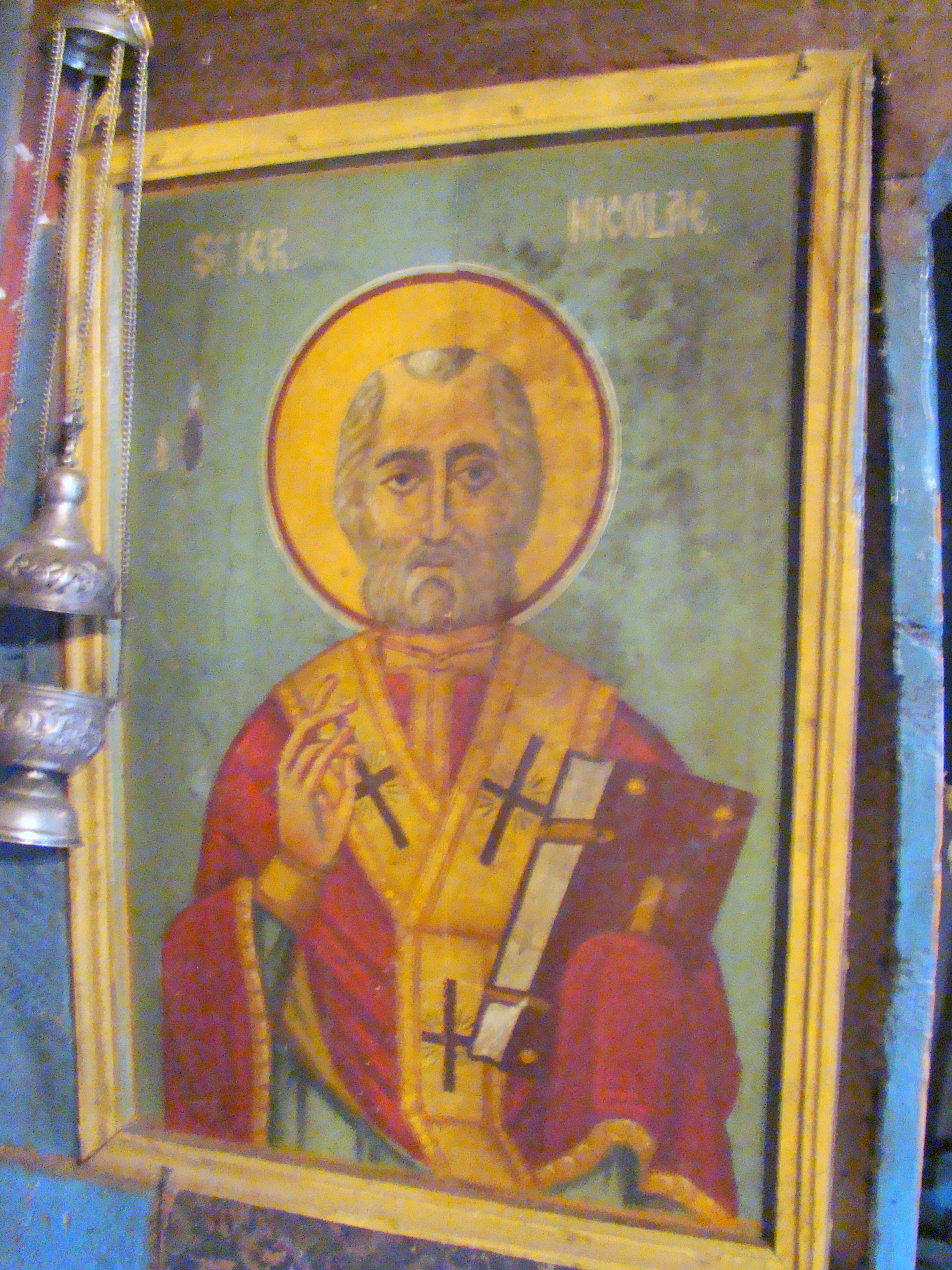
Sfântul Ierarh Nicolae
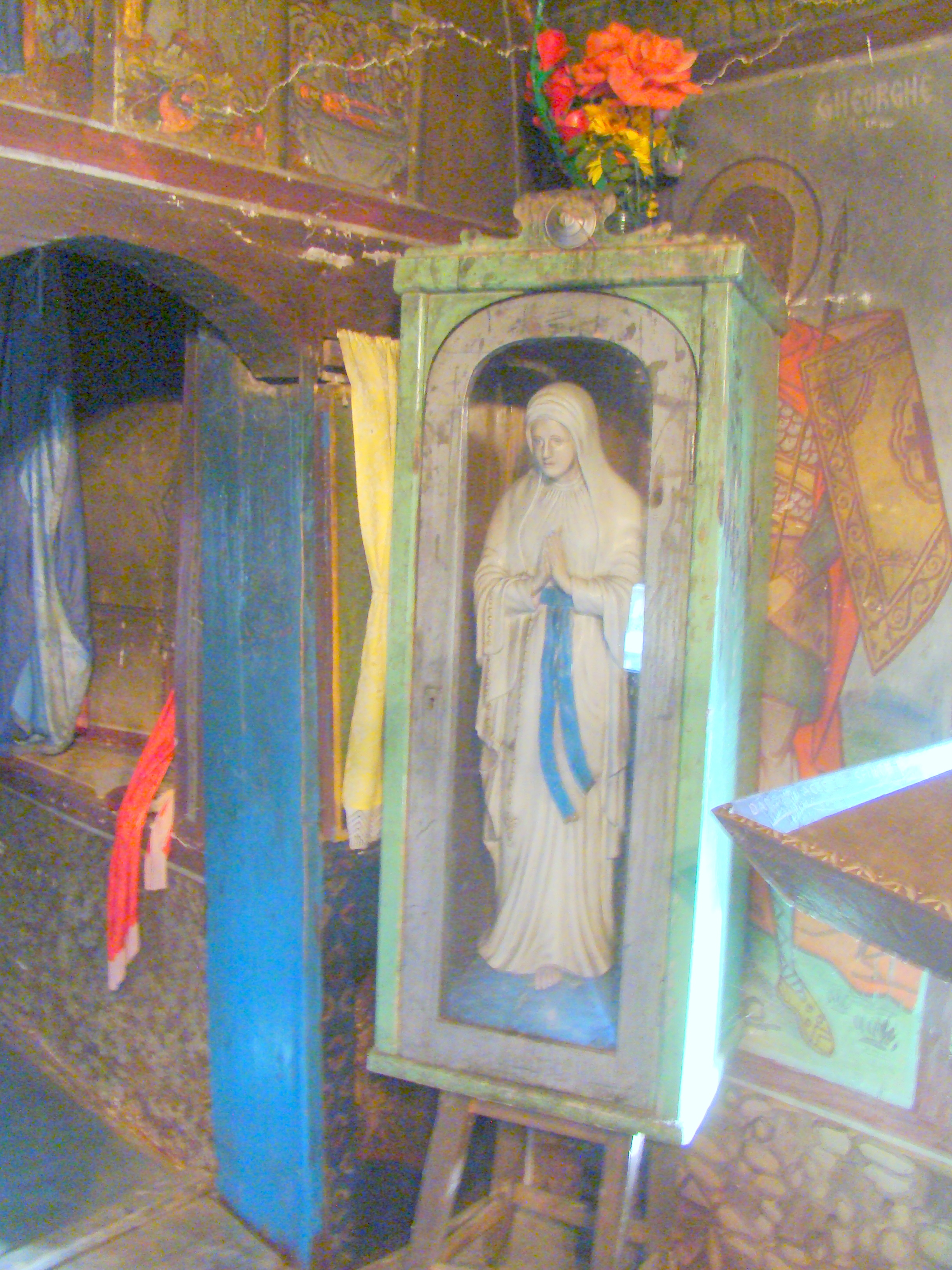
Maria orantă
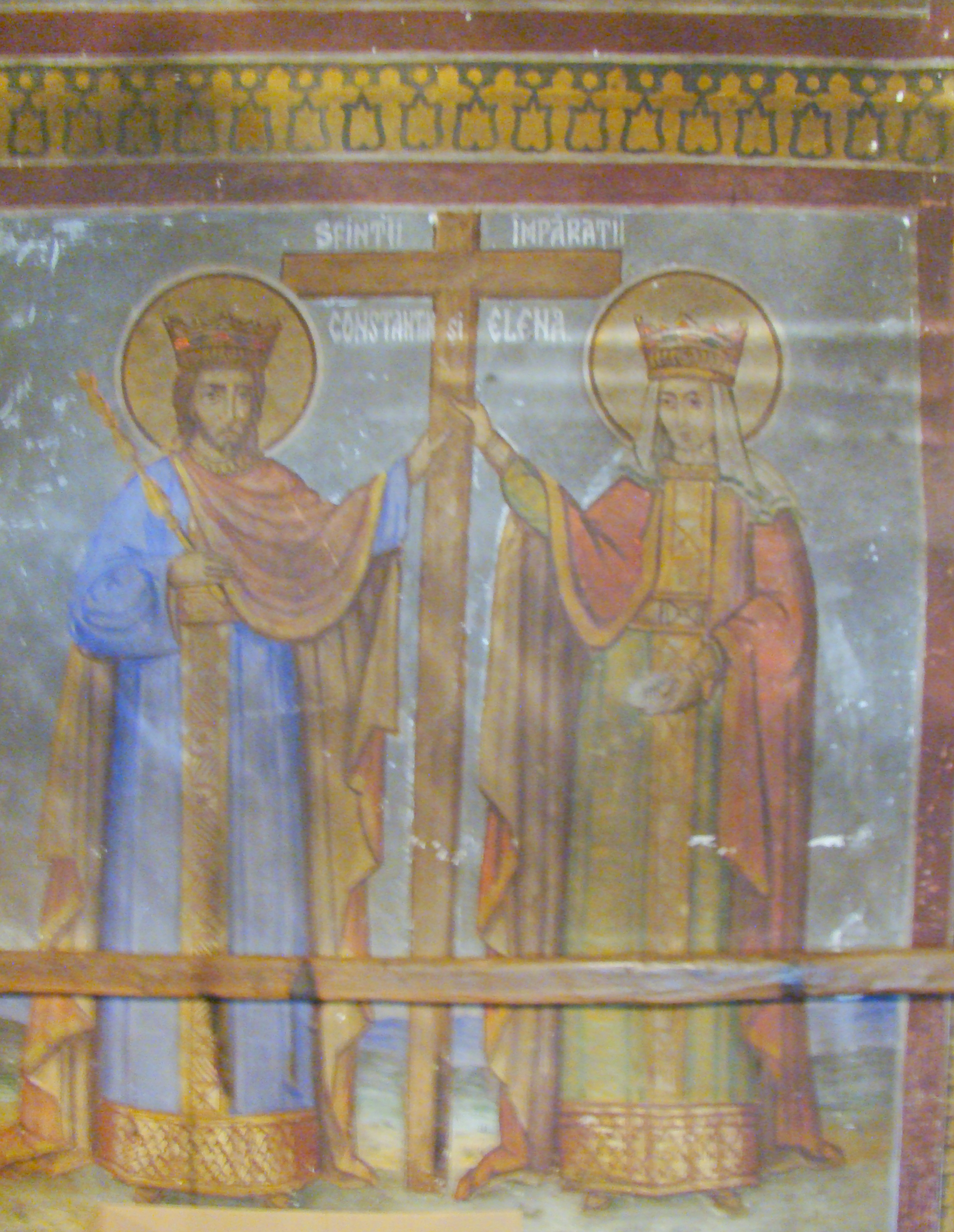
Sfinții împărați Constantin și Elena
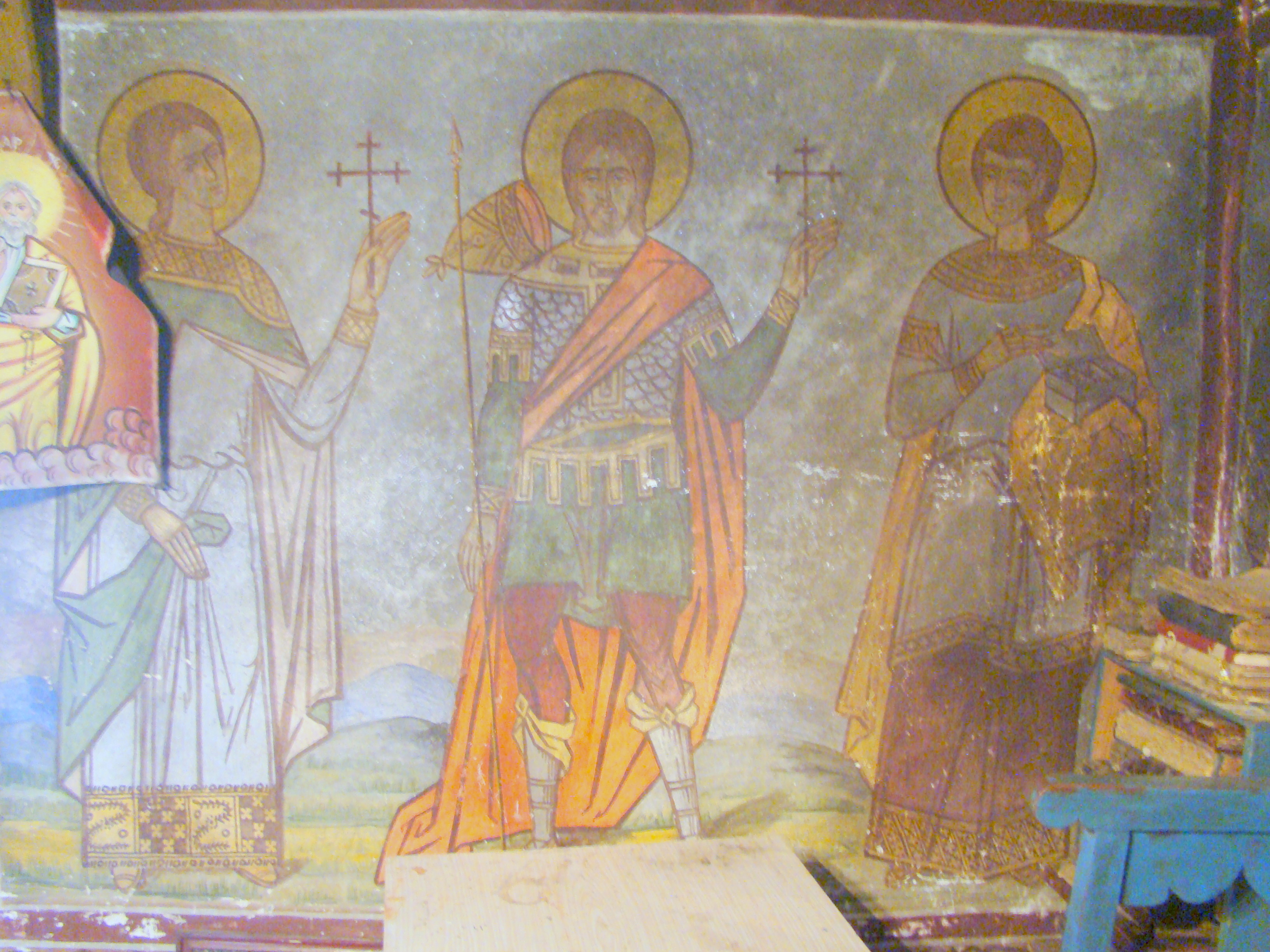
Sfinți mucenici
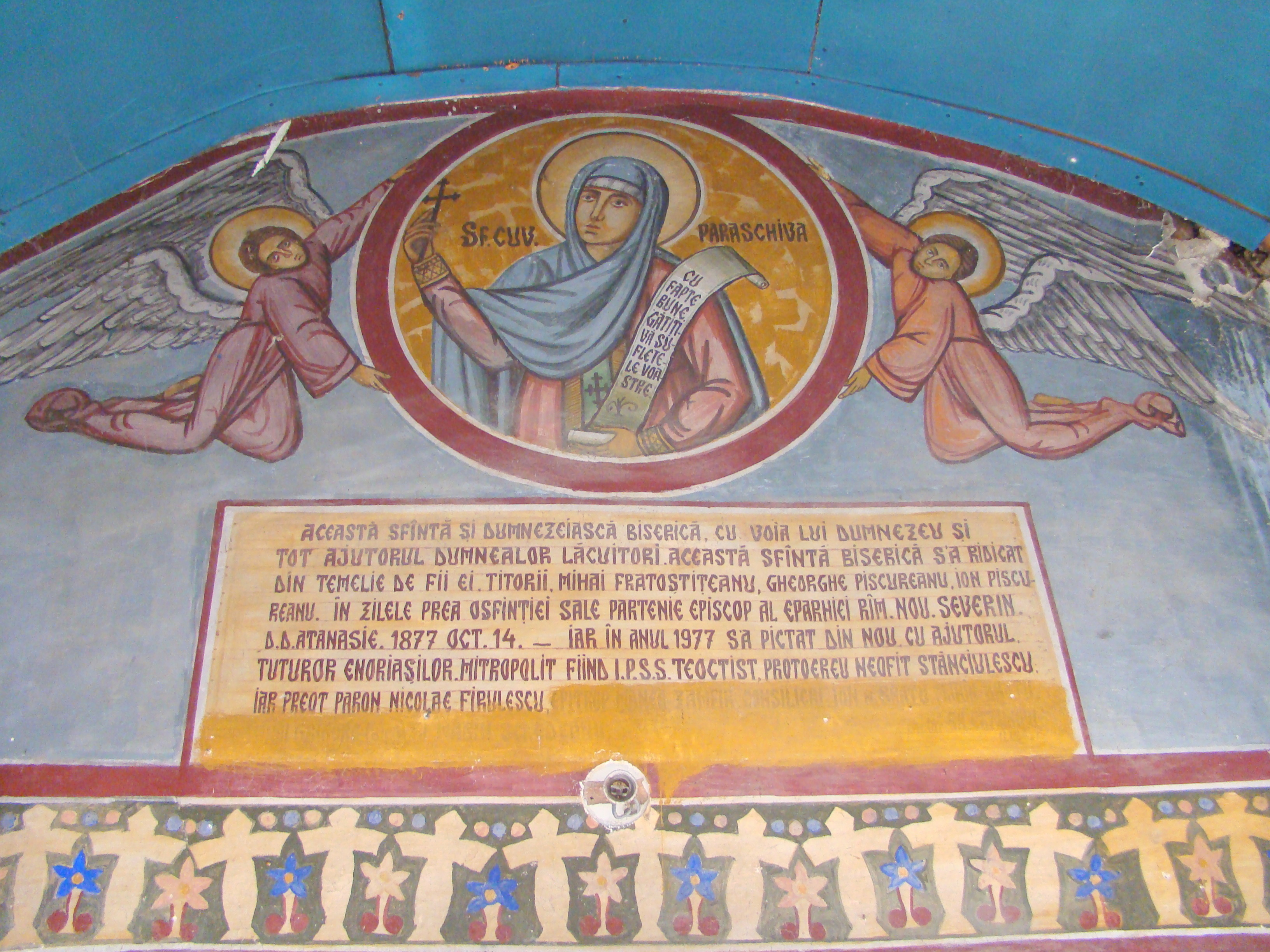
Pisania și icoană de hram